# Adolf Pla i Garrigós
Adolf Pla i Garrigós (Sabadell, 4 d'octubre de 1960) és un pianista i director català.

## Biografia
Els seus primers mestres van ser Magda Caballé, Teresa Segarra i Josep Maria Martí Aragonés. Posteriorment es formà al Conservatori Superior de Música de Barcelona amb Miquel Farré, a l'Acadèmia Franz Liszt de Budapest amb els mestres Rádos Ferenc i Nádor György i a la Hochschule für Musik Würzburg, sota la direcció de Peter Hollfelder. A Alemanya va obtenir el MeisterKlasse Diplom i fou distingit per la Fundació Robert Wagner.
Va ser professor de piano del Conservatori de Sabadell –del qual també va exercir de director– i, des del 2004, imparteix classes del seu instrument a l'ESMUC.
El 1985 el van seleccionar per representar Espanya a la Primera Trobada Internacional de Joves Intèrprets d'Europa. Ha fet recitals per diversos països de tot el món. Ha col·laborat amb el Mozarteum Quartett de Salzburg i ha fet diverses gires i gravacions amb el flautista sabadellenc Bernat Castillejo. Ha enregistrat discos també per als segells La Mà de Guido i Ars Harmònica, en la qual s'inclou l'obra completa per a piano de Frederic Mompou, a més de gravar música d'altres compositors com Schumann, Ravel, Enric Granados, Toldrà… Ha realitzat produccions per al Canal Clàssic de Via Digital, RNE, Catalunya Ràdio, Ràdio San Petersburg, TVE, TV3, TV Costa Rica, TV Perú i TV Uruguai. Col·labora habitualment en diferents mitjans de comunicació com ara Catalunya Música, Revista Musical Catalana, Revista Cultural de l'AECID, etc.
Com a director, ha dirigit diverses orquestres (Orquestra Municipal de Caracas, Orquestra Nacional de Cambra d'Andorra, Orquestra Nacional de Bolívia, entre d'altres). El 2012 va dirigir la Suite Goya (Sis peces desagradables per a deu solistes) a L'Auditori per commemorar el 50è aniversari de la mort del compositor Ricard Lamote de Grignon.